# امیلی لاکهارت
امیلی لاکهارت (انگلیسی: E. Lockhart؛ زادهٔ September 13, 1967) نویسنده اهل ایالات متحده آمریکا است.